# ФК Динамо-93 (Минск)
ФК Динамо-93 (Минск) е бивш беларуски футболен клуб от град Минск.

## История
Клубът е основан през 1992 г. като дублиращ отбор на Динамо (Минск). През същата година печелят промоция за Беларуска висша лига и се отделят от главния клуб.
Имат едно второ място (1993-94) и три трети (1992-93, 1994-95, 1995). Най-големият успех на клуба е спечелена Купа на Беларус през 1995 г.
През 1998 г., клубът е закрит, заради финансови проблеми. 

## Успехи
Беларуска висша лига
- Второ място (1): 1993-94
- Трето място (3): 1992-93, 1994-95, 1995

Купа на Беларус
- Победител (1): 1995
- Финалист (1): 1997

Купа на общността
- Финалист (1): 1993